# 烈火-5洲際彈道飛彈
烈火-5洲際彈道飛彈為印度國防研究和發展組織(DRDO), 研製的固態燃料洲際彈道飛彈，可對5,000公里以外的目標進行攻擊，該飛彈於2012年4月19日在奧里薩邦惠勒岛試射成功。

## 簡介
该型号最早由印度前國防研究與發展組織主任納塔拉吉於2007年宣布，其作为烈火-3弹道导弹的升級版本，并命名为烈火-5彈道飛彈，最初计划於4年內完成，射程約5,000公里。
相較於較早期的烈火系列彈道飛彈，烈火-5採用儲運發射箱，在運輸及儲存上更為便利。

## 性能

烈火系列彈道飛彈射程範圍

### 推進
烈火-5洲際彈道飛彈為三段式固態燃料，第三級配置複合材料發動機匣。在許多設計上延續了烈火-3彈道飛彈，而導彈由兩段增為三段，能夠增加射程並減輕重量，射程較烈火-3的3,500公里增加1,500公里。其中兩級使用複合材料，也採用了環式雷射陀螺等先進技術。

### 多目標重返大氣層載具
烈火-5洲際彈道飛彈配備多目標重返大氣層載具，單枚飛彈可裝載2-10枚核彈頭，各彈頭可攻擊數百公里範圍內的數個目標，也能夠多枚彈頭攻擊單一目標。

## 外部連結
- 3D Model Video of Agni-V （页面存档备份，存于）
- Agni-5 Missile launched sucessfully from Wheeler Island
- Inside the Agni-5 missile lab （页面存档备份，存于）